# バーミンガム市交響楽団
バーミンガム市交響楽団（英語: City of Birmingham Symphony Orchestra, 略称：CBSO）は、イギリスのバーミンガムを拠点とするオーケストラ。

## 概要
1920年にバーミンガム市管弦楽団（City of Birmingham Orchestra）として発足、同年9月に行なわれた最初の演奏会は、エドワード・エルガーを指揮者に迎えて行われ 、オーケストラ設立を強力に後押ししたグランヴィル・バントックの演奏会用序曲『サウル』がプログラムにとり上げられた。1948年に現在の楽団名に改称された。
早くから録音活動や定期的な演奏活動を続けてきたにもかかわらず、国際的な名声が得られるようになったのは、1980年にサイモン・ラトルが就任してからだった。前任者フレモーが築いた遺産を受け継ぎながら 、演奏水準やレパートリーを著しく拡張させ、ラトルのもとでヨーロッパ随一の合奏能力が謳われるようになり、とりわけロマン派音楽や現代音楽の解釈で有名になった。また、ハイドンの交響曲の録音などでは、早くもピリオド奏法を取り入れた演奏を示している。ラトルの任期中に、本拠地を従来のバーミンガム・タウン・ホールから、バーミンガム市国際コンベンション・センター内部のシンフォニー・ホールに移した。1990年に提携作曲家（Composer in Association）制度が創設され、マーク＝アンソニー・タネジがその地位に就いた。1995年からはジュディス・ウィアが務める。
ラトルの後は、フィンランドの指揮者サカリ・オラモが、2008年よりアンドリス・ネルソンスが音楽監督を務めた。
2023年4月より、山田和樹が首席指揮者、さらに2024/2025シーズンから音楽監督に就任。

## 主要な歴代首席指揮者・音楽監督
- アプルビー・マシューズ（1920年 - 1924年）
- エイドリアン・ボールト（1924年 - 1930年）
- レスリー・ヒュアード (1930年 - 1943年）
- ジョージ・ウェルドン（1944年 - 1951年）
- ルドルフ・シュワルツ（1951年 - 1957年）
- アンジェイ・パヌフニク（1957年 - 1959年）
- エイドリアン・ボールト（1959年 - 1960年）
- ヒューゴ・リグノルド（1960年 - 1969年）
- ルイ・フレモー（1969年 - 1978年）
- サイモン・ラトル（1980年 - 1998年）
- サカリ・オラモ（1998年 - 2008年）
- アンドリス・ネルソンス（2008年 - 2015年）
- ミルガ・グラジニーテ＝ティーラ（2016年 -2022年）[6]
- 山田和樹（2023年 - ）

## 録音
自国の作曲家マルコム・アーノルドの交響曲や序曲『ピータールー』等の管弦楽曲の録音などが知られる。
ラトル時代の中期に、ケネス・ブラナー監督・主演の映画『ヘンリー五世』（1989年）のサウンドトラック（作曲：パトリック・ドイル）を録音している。